# Statistiche e record di Petra Kvitová
| Finali in carriera |                  |       |       |        |      |
| Specialità         | Categoria        | Vinte | Perse | Totale | %    |
| Singolare          | Grande Slam      | 2     | 1     | 3      | 67%  |
| Singolare          | Olimpiadi estive | 0     | 0     | 0      | -    |
| Singolare          | WTA Finals       | 1     | 1     | 2      | 50%  |
| Singolare          | WTA Elite Trophy | 1     | 0     | 1      | 100% |
| Singolare          | WTA 1000         | 8     | 4     | 12     | 73%  |
| Singolare          | WTA 500 & 250    | 17    | 5     | 22     | 76%  |
| Totale             | Totale           | 29    | 11    | 40     | 73%  |

In questa pagina sono riportare le statistiche realizzate da Petra Kvitová durante la sua carriera tennistica.

## Statistiche WTA

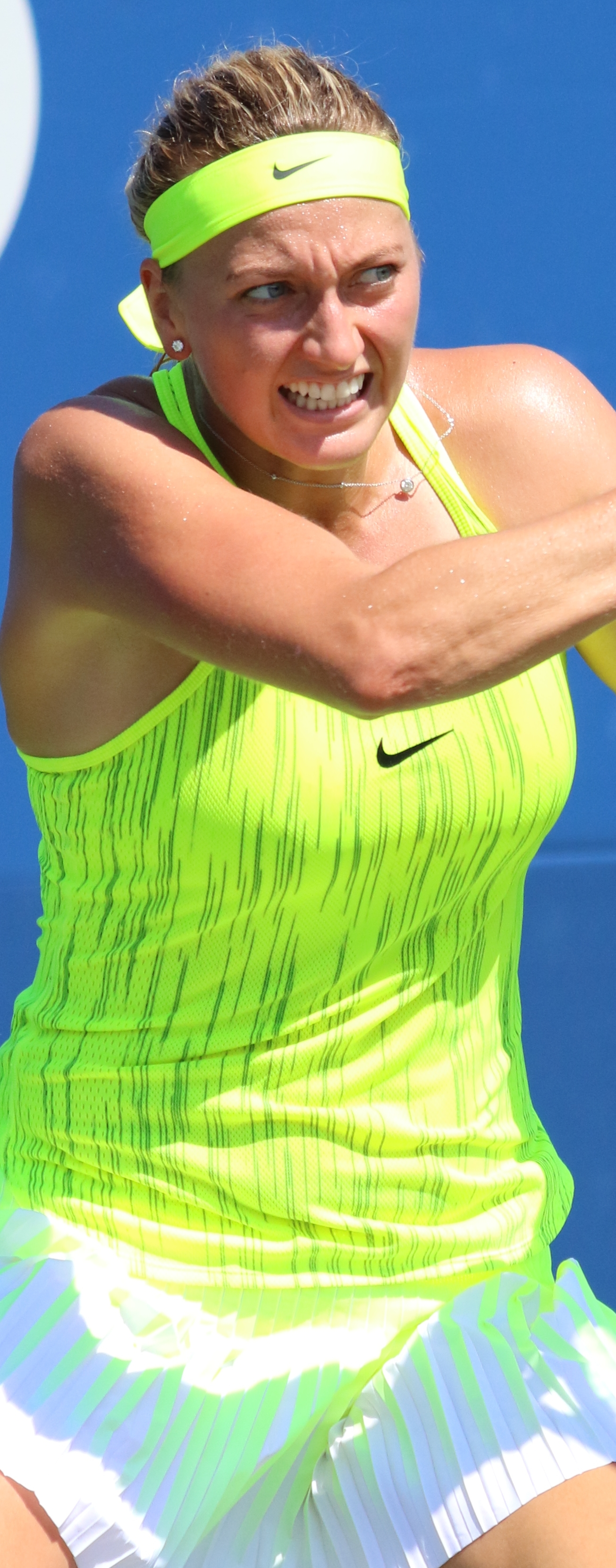
Petra Kvitová allo US Open 2016

### Singolare

#### Vittorie (31)
| Legenda               |              |
| Grande Slam (2)       |              |
| Ori Olimpici (0)      |              |
| WTA Finals (1)        |              |
| WTA Elite Trophy (1)  |              |
| Dal 2009 al 2020      | Dal 2021     |
| Premier Mandatory (3) | WTA 1000 (1) |
| Premier 5 (5)         | WTA 1000 (1) |
| Premier (11)          | WTA 500 (3)  |
| International (4)     | WTA 250 (0)  |

| N.  | Data              | Torneo                                        | Superficie      | Avversaria in finale | Punteggio        |
| 1.  | 16 gennaio 2009   | Hobart International, Hobart                  | Cemento         | Iveta Benešová       | 7–5, 6–1         |
| 2.  | 8 gennaio 2011    | Brisbane International, Brisbane              | Cemento         | Andrea Petković      | 6–1, 6–3         |
| 3.  | 13 febbraio 2011  | Open GDF Suez, Parigi                         | Cemento (i)     | Kim Clijsters        | 6–4, 6–3         |
| 4.  | 8 maggio 2011     | Madrid Open, Madrid                           | Terra rossa     | Viktoryja Azaranka   | 7–6(3), 6–4      |
| 5.  | 2 luglio 2011     | Torneo di Wimbledon, Londra                   | Erba            | Marija Šarapova      | 6–3, 6–4         |
| 6.  | 16 ottobre 2011   | Austria Ladies Linz, Linz                     | Cemento (i)     | Dominika Cibulková   | 6–4, 6–1         |
| 7.  | 30 ottobre 2011   | WTA Tour Championships, Istanbul              | Cemento (i)     | Viktoryja Azaranka   | 7–5, 4–6, 6–3    |
| 8.  | 13 agosto 2012    | Canadian Open, Montréal                       | Cemento         | Li Na                | 7–5, 2–6, 6–3    |
| 9.  | 25 agosto 2012    | New Haven Open, New Haven                     | Cemento         | Marija Kirilenko     | 7–6(9), 7–5      |
| 10. | 23 febbraio 2013  | Dubai Tennis Championships, Dubai             | Cemento         | Sara Errani          | 6–2, 1–6, 6–1    |
| 11. | 28 settembre 2013 | Pan Pacific Open, Tokyo                       | Cemento         | Angelique Kerber     | 6–2, 0–6, 6–3    |
| 12. | 5 luglio 2014     | Torneo di Wimbledon, Londra (2)               | Erba            | Eugenie Bouchard     | 6–3, 6–0         |
| 13. | 23 agosto 2014    | New Haven Open, New Haven (2)                 | Cemento         | Magdaléna Rybáriková | 6–4, 6–2         |
| 14. | 27 settembre 2014 | Wuhan Open, Wuhan                             | Cemento         | Eugenie Bouchard     | 6–3, 6–4         |
| 15. | 16 gennaio 2015   | Sydney International, Sydney                  | Cemento         | Karolína Plíšková    | 7–6(5), 7–6(6)   |
| 16. | 9 maggio 2015     | Madrid Open, Madrid (2)                       | Terra rossa     | Svetlana Kuznecova   | 6–1, 6–2         |
| 17. | 29 agosto 2015    | New Haven Open, New Haven (3)                 | Cemento         | Lucie Šafářová       | 6(6)–7, 6–2, 6–2 |
|     | 13 agosto 2016    | Bronzo ai Giochi Olimpici, Rio de Janeiro     | Cemento         | Madison Keys         | 7–5, 2–6, 6–2    |
| 18. | 1º ottobre 2016   | Wuhan Open, Wuhan (2)                         | Cemento         | Dominika Cibulková   | 6–1, 6–1         |
| 19. | 6 novembre 2016   | WTA Elite Trophy, Zhuhai                      | Cemento (i)     | Elina Svitolina      | 6–4, 6–2         |
| 20. | 25 giugno 2017    | Birmingham Classic, Birmingham                | Erba            | Ashleigh Barty       | 4–6, 6–3, 6–2    |
| 21. | 4 febbraio 2018   | St. Petersburg Ladies Trophy, San Pietroburgo | Cemento (i)     | Kristina Mladenovic  | 6–1, 6–2         |
| 22. | 18 febbraio 2018  | Qatar Ladies Open, Doha                       | Cemento         | Garbiñe Muguruza     | 3–6, 6–3, 6–4    |
| 23. | 5 maggio 2018     | Prague Open, Praga                            | Terra rossa     | Mihaela Buzărnescu   | 4–6, 6–2, 6–3    |
| 24. | 12 maggio 2018    | Madrid Open, Madrid (3)                       | Terra rossa     | Kiki Bertens         | 7–6(6), 4–6, 6–3 |
| 25. | 24 giugno 2018    | Birmingham Classic, Birmingham (2)            | Erba            | Magdaléna Rybáriková | 4–6, 6–1, 6–2    |
| 26. | 12 gennaio 2019   | Sydney International, Sydney (2)              | Cemento         | Ashleigh Barty       | 1–6, 7–5, 7–6(3) |
| 27. | 28 aprile 2019    | Stuttgart Open, Stoccarda                     | Terra rossa (i) | Anett Kontaveit      | 6–3, 7–6(2)      |
| 28. | 6 marzo 2021      | Qatar Ladies Open, Doha (2)                   | Cemento         | Garbiñe Muguruza     | 6–2, 6–1         |
| 29. | 25 giugno 2022    | Eastbourne International, Eastbourne          | Erba            | Jeļena Ostapenko     | 6–3, 6–2         |
| 30. | 1º aprile 2023    | Miami Open, Miami                             | Cemento         | Elena Rybakina       | 7–6(14), 6–2     |
| 31. | 25 giugno 2023    | German Open, Berlino                          | Erba            | Donna Vekić          | 6–2, 7–6(6)      |

#### Sconfitte (11)
| Legenda               |              |
| Grande Slam (1)       |              |
| Argenti Olimpici (0)  |              |
| WTA Finals (1)        |              |
| WTA Elite Trophy (0)  |              |
| Dal 2009 al 2020      | Dal 2021     |
| Premier Mandatory (1) | WTA 1000 (1) |
| Premier 5 (2)         | WTA 1000 (1) |
| Premier (2)           | WTA 500 (0)  |
| International (3)     | WTA 250 (0)  |

| N.  | Data             | Torneo                               | Superficie      | Avversaria in finale | Punteggio        |
| 1.  | 18 ottobre 2009  | Austria Ladies Linz, Linz            | Cemento (i)     | Yanina Wickmayer     | 3–6, 4–6         |
| 2.  | 18 giugno 2011   | Eastbourne International, Eastbourne | Erba            | Marion Bartoli       | 1–6, 6–4, 5–7    |
| 3.  | 14 aprile 2013   | Katowice Open, Katowice              | Terra rossa (i) | Roberta Vinci        | 6(2)–7, 1–6      |
| 4.  | 24 agosto 2013   | New Haven Open, New Haven            | Cemento         | Simona Halep         | 2–6, 2–6         |
| 5.  | 5 ottobre 2014   | China Open, Pechino                  | Cemento         | Marija Šarapova      | 4–6, 6–2, 3–6    |
| 6.  | 1º novembre 2015 | WTA Finals, Singapore                | Cemento (i)     | Agnieszka Radwańska  | 2–6, 6–4, 3–6    |
| 7.  | 22 ottobre 2016  | Luxembourg Open, Lussemburgo         | Cemento (i)     | Monica Niculescu     | 4–6, 0–6         |
| 8.  | 26 gennaio 2019  | Australian Open, Melbourne           | Cemento         | Naomi Ōsaka          | 6(2)–7, 7–5, 4–6 |
| 9.  | 23 febbraio 2019 | Dubai Tennis Championships, Dubai    | Cemento         | Belinda Bencic       | 3–6, 6–1, 2–6    |
| 10. | 29 febbraio 2020 | Qatar Ladies Open, Doha              | Cemento         | Aryna Sabalenka      | 3–6, 3–6         |
| 11. | 20 agosto 2022   | Cincinnati Open, Cincinnati          | Cemento         | Caroline Garcia      | 2–6, 4–6         |

## Statistiche ITF

### Singolare

#### Vittorie (7)
| Torneo $100.000 (0) |
| Torneo $80.000 (0)  |
| Torneo $75.000 (1)  |
| Torneo $60.000 (0)  |
| Torneo $50.000 (0)  |
| Torneo $25.000 (4)  |
| Torneo $15.000 (0)  |
| Torneo $10.000 (2)  |

| N. | Data             | Torneo                                                                                                 | Superficie    | Rivale in finale     | Risultato     |
| 1. | 1º ottobre 2006  | ITF Women's Circuit Szeged, Seghedino                                                                  | Terra rossa   | Dorottya Magas       | 6–1, 6–4      |
| 2. | 17 dicembre 2006 | Deza Trophy, Valašské Meziříčí                                                                         | Cemento (i)   | Radana Holusuvá      | 6–3, 6–4      |
| 3. | 21 gennaio 2007  | Internationaler Württembergische Damen-Tennis-Meisterschaften um den Stuttgarter Stadtpokal, Stoccarda | Cemento (i)   | Anne Schäfer         | 6–1, 6–0      |
| 4. | 18 febbraio 2007 | ECM Indoor Cup, Praga                                                                                  | Sintetico (i) | Magdaléna Rybáriková | 7–5, 7–6(2)   |
| 5. | 9 dicembre 2007  | Zubr Cup, Přerov                                                                                       | Cemento (i)   | Magdaléna Rybáriková | 7–5, 6–3      |
| 6. | 16 dicembre 2007 | Deza Trophy, Valašské Meziříčí                                                                         | Cemento (i)   | Ivana Lisjak         | 6–4, 6–0      |
| 7. | 13 aprile 2008   | Torneo Internacional de Tenis Femenino Ciudad de Monzón, Monzón                                        | Cemento       | Yanina Wickmayer     | 2–6, 6–4, 7–5 |

#### Sconfitte (3)
| Torneo $100.000 (2) |
| Torneo $80.000 (0)  |
| Torneo $75.000 (0)  |
| Torneo $60.000 (0)  |
| Torneo $50.000 (1)  |
| Torneo $25.000 (0)  |
| Torneo $15.000 (0)  |
| Torneo $10.000 (0)  |

| N. | Data            | Torneo                        | Superficie  | Rivale in finale     | Risultato   |
| 1. | 17 giugno 2007  | Smart Card Open Monet+, Zlín  | Terra rossa | Klára Zakopalová     | 4–6, 1–6    |
| 2. | 28 ottobre 2007 | Ritro Slovak Open, Bratislava | Cemento (i) | Tatjana Malek        | 2–6, 6(7)–7 |
| 3. | 15 maggio 2011  | Sparta Prague WTA, Praga      | Terra rossa | Magdaléna Rybáriková | 3–6, 4–6    |

## Fed Cup

### Finali vinte (6)
| N. | Data                  | Luogo                  | Superficie     | Vincitrici                                                                     | Finaliste                                                                  | Punteggio | Dettagli |
| 1. | 5 e 6 novembre 2011   | Mosca, Russia          | Cemento Indoor | Petra Kvitová Lucie Šafářová Květa Peschke Lucie Hradecká Barbora Strýcová     | Svetlana Kuznecova Anastasija Pavljučenkova Marija Kirilenko Elena Vesnina | 3 a 2     | Dettagli |
| 2. | 3 e 4 novembre 2012   | Praga, Repubblica Ceca | Cemento Indoor | Petra Kvitová Lucie Šafářová Andrea Hlaváčková Lucie Hradecká Barbora Strýcová | Ana Ivanović Jelena Janković Bojana Jovanovski Aleksandra Krunić           | 3 a 1     | Dettagli |
| 3. | 8 e 9 novembre 2014   | Praga, Repubblica Ceca | Cemento Indoor | Petra Kvitová Lucie Šafářová Andrea Hlaváčková Lucie Hradecká Barbora Strýcová | Andrea Petković Angelique Kerber Julia Görges Sabine Lisicki               | 3 a 1     | Dettagli |
| 4. | 14 e 15 novembre 2015 | Praga, Repubblica Ceca | Cemento Indoor | Petra Kvitová Lucie Hradecká Karolína Plíšková Barbora Strýcová                | Marija Šarapova Ekaterina Makarova Anastasija Pavljučenkova Elena Vesnina  | 3 a 2     | Dettagli |
| 5. | 12 e 13 novembre 2016 | Strasburgo, Francia    | Terra rossa    | Petra Kvitová Lucie Hradecká Karolína Plíšková Barbora Strýcová                | Caroline Garcia Kristina Mladenovic Alizé Cornet Pauline Parmentier        | 3 a 2     | Dettagli |
| 6. | 10 e 11 novembre 2018 | Praga, Repubblica Ceca | Cemento Indoor | Petra Kvitová Kateřina Siniaková Barbora Krejčíková Barbora Strýcová           | Danielle Collins Sofia Kenin Alison Riske Nicole Melichar                  | 3 a 0     | Dettagli |

## Risultati in progressione
| Sigla | Risultato               |
| ----- | ----------------------- |
| V     | Vincitore               |
| F     | Finalista               |
| SF    | Semifinalista           |
| O     | Oro olimpico            |
| A     | Argento olimpico        |
| SF    | Bronzo olimpico         |
| QF    | Quarti di Finale        |
| 4T    | Quarto turno            |
| 3T    | Terzo turno             |
| 2T    | Secondo turno           |
| 1T    | Primo turno             |
| RR    | Round Robin             |
| LQ    | Turno di qualificazione |
| A     | Assente                 |
| ND    | Non disputato           |

| Legenda superfici    |
| -------------------- |
| Cemento              |
| Terra battuta        |
| Erba                 |
| Superficie variabile |

### Singolare
Aggiornato a fine Miami Open 2021
| Tornei del Grand Slam     |                 |                 |                 |                 |               |               |               |               |               |                 |                 |                 |                 |               |               |             |             |
| Australian Open           | A               | LQ              | 1T              | 2T              | QF            | SF            | 2T            | 1T            | 3T            | 2T              | A               | 1T              | F               | QF            | 2T            | 0 / 12      | 25–12       |
| Open di Francia           | A               | 4T              | A               | 1T              | 4T            | SF            | 3T            | 3T            | 4T            | 3T              | 2T              | 3T              | A               | SF            |               | 0 / 11      | 28–11       |
| Wimbledon                 | A               | 1T              | 1T              | SF              | V             | QF            | QF            | V             | 3T            | 2T              | 2T              | 1T              | 4T              | ND            |               | 2 / 12      | 33–10       |
| US Open                   | LQ              | 1T              | 4T              | 3T              | 1T            | 4T            | 3T            | 3T            | QF            | 4T              | QF              | 3T              | 2T              | 4T            |               | 0 / 13      | 29–13       |
| Vittorie–Sconfitte        | 0–0             | 3–3             | 3–3             | 8–4             | 14–3          | 17–4          | 9–4           | 11–3          | 11–4          | 7–4             | 6–3             | 4–4             | 10–3            | 12–2          | 1–1           | 2 / 48      | 115–46      |
| Giochi olimpici           |                 |                 |                 |                 |               |               |               |               |               |                 |                 |                 |                 |               |               |             |             |
| Giochi olimpici estivi    | ND              | A               | Non disputati   | Non disputati   | Non disputati | QF            | Non disputati | Non disputati | Non disputati | SF              | Non disputati   | Non disputati   | Non disputati   | Non disputati |               | 0 / 2       | 8–2         |
| Tornei di fine anno       |                 |                 |                 |                 |               |               |               |               |               |                 |                 |                 |                 |               |               |             |             |
| WTA Finals                | Non qualificata | Non qualificata | Non qualificata | Non qualificata | V             | RR            | SF            | RR            | F             | Non Qualificata | Non Qualificata | RR              | RR              | ND            |               | 1 / 7       | 10–14       |
| WTA Elite Trophy          | Non disputato   | Non disputato   | Non disputato   | Non disputato   | Non disputato | Non disputato | Non disputato | Non disputato | NQ            | V               | Non Qualificata | Non Qualificata | Non Qualificata | ND            |               | 1 / 1       | 4–0         |
| WTA 1000[1]               |                 |                 |                 |                 |               |               |               |               |               |                 |                 |                 |                 |               |               |             |             |
| Doha / Dubai[2]           | Non Tier I      | Non Tier I      | 1T              | A               | 1T            | A             | QF            | QF            | 3T            | 3T              | A               | V               | F               | F             | 2T            | 1 / 10      | 20–9        |
| Indian Wells              | Assente         | Assente         | 3T              | 2T              | 2T            | 3T            | QF            | 4T            | A             | QF              | A               | 3T              | 2T              | Non disputato | Non disputato | 0 / 9       | 13–9        |
| Miami                     | A               | 1T              | 1T              | 2T              | 3T            | 2T            | 3T            | QF            | A             | 3T              | A               | 4T              | QF              | ND            | 4T            | 0 / 11      | 14–11       |
| Madrid                    | Non disputato   | Non disputato   | 2T              | 1T              | V             | 2T            | 2T            | SF            | V             | 3T              | A               | V               | QF              | ND            |               | 3 / 10      | 29–7        |
| Roma                      | Assente         | Assente         | Assente         | 2T              | A             | QF            | 3T            | 2T            | QF            | 2T              | A               | A               | 3T              | A             |               | 0 / 7       | 8–7         |
| Montréal / Toronto        | A               | 2T              | LQ              | 1T              | 3T            | V             | QF            | 3T            | 2T            | 3T              | 2T              | 3T              | A               | ND            |               | 1 / 10      | 14–9        |
| Cincinnati                | Non Tier I      | Non Tier I      | LQ              | A               | 3T            | SF            | 3T            | 2T            | 2T            | A               | 2T              | SF              | 2T              | 2T            |               | 0 / 9       | 14–9        |
| Tokyo / Wuhan[3]          | Assente         | Assente         | Assente         | 1T              | SF            | 2T            | V             | V             | 3T            | V               | 1T              | 3T              | SF              | ND            |               | 3 / 10      | 24–7        |
| Pechino                   | Non Tier I      | Non Tier I      | A               | 3T              | 2T            | 2T            | SF            | F             | 1T            | QF              | SF              | 1T              | QF              | ND            |               | 0 / 10      | 18–10       |
| Carriera                  |                 |                 |                 |                 |               |               |               |               |               |                 |                 |                 |                 |               |               |             |             |
| Tornei                    | 16              | 21              | 21              | 22              | 19            | 18            | 23            | 19            | 17            | 22              | 11              | 21              | 14              | 7             | 5             | 256         | 256         |
| Titoli                    | 0               | 0               | 1               | 0               | 6             | 2             | 2             | 3             | 3             | 2               | 1               | 5               | 2               | 0             | 1             | 28          | 28          |
| Finali raggiunte          | 0               | 0               | 2               | 0               | 7             | 2             | 4             | 4             | 4             | 3               | 1               | 5               | 4               | 1             | 1             | 38          | 38          |
| Cemento                   | 30–8            | 25–12           | 18–15           | 17–17           | 36–10         | 29–10         | 36–15         | 29–12         | 25–13         | 36–16           | 11–8            | 26–13           | 27–13           | 15–5          | 8–4           | 19 / 192    | 368–169     |
| Terra rossa               | 4-4             | 8–5             | 3–5             | 3–5             | 13–2          | 10–4          | 11–6          | 5–4           | 11-3          | 7–4             | 1–1             | 15–3            | 8–2             | 5–1           | 0–0           | 5 / 54      | 104–49      |
| Erba                      | 0–0             | 0–2             | 0–1             | 5–2             | 11–1          | 7–3           | 4–2           | 9–0           | 2–1           | 3–3             | 6–1             | 6–1             | 3–1             | 0–0           | 0–0           | 4 / 22      | 56–18       |
| Sintetico                 | 0–0             | 7–0             | 4–2             | 2–0             | 0–0           | 0–0           | 0–0           | 0–0           | 0–0           | 0–0             | 0–0             | 0–0             | 0–0             | 0–0           | 0–0           | 0 / 3       | 13–2        |
| Totale vittorie sconfitte | 41–12           | 37–21           | 23–21           | 25–24           | 60–13         | 46–17         | 51–23         | 43–16         | 38–17         | 46–23           | 18–10           | 47–17           | 37–16           | 20–6          | 8–4           | 28 / 268    | 555–243     |
| Percentuale vittorie      | 77%             | 64%             | 52%             | 51%             | 82%           | 73%           | 69%           | 73%           | 69%           | 67%             | 64%             | 73%             | 70%             | 77%           | 67%           | 70%         | 70%         |
| Ranking di fine anno      | 157             | 44              | 62              | 34              | 2             | 8             | 6             | 4             | 6             | 11              | 29              | 7               | 7               | 8             |               | $32.102.578 | $32.102.578 |

Note
- 1 Dal 2009 al 2020 i tornei WTA 1000 erano così suddivisi: Premier Mandatory (Indian Wells, Miami, Madrid e Pechino) e Premier 5 (Doha/Dubai, Roma, Montréal/Toronto, Cincinnati e Wuhan).
- 2 Il Dubai Tennis Championships e il Qatar Ladies Open di Doha si scambiarono frequentemente lo status tra evento Premier ed evento Premier 5 dal 2009 al 2020, mentre tra evento WTA 1000 e WTA 500 dal 2021.
- 3 Nel 2014 il Toray Pan Pacific Open ha cambiato lo status in evento Premier ed è stato sostituito dal Wuhan Open come evento Premier 5 fino al 2020, mentre in evento WTA 1000 dal 2021.

## Teste di serie nei Grandi Slam
In corsivo sono indicati gli Slam nei quali è stata finalista, mentre in grassetto quelli che ha vinto. 
| Anno    | Australian Open    | Open di Francia    | Wimbledon          | US Open            |
| ------- | ------------------ | ------------------ | ------------------ | ------------------ |
| 2007    | Assente            | Assente            | Assente            | Non qualificata    |
| 2008    | Non qualificata    | Non testa di serie | Non testa di serie | Non testa di serie |
| 2009    | Non testa di serie | Assente            | Non testa di serie | Non testa di serie |
| 2010    | Non testa di serie | Non testa di serie | Non testa di serie | 27a                |
| 2011    | 25a                | 9a                 | 8a                 | 5a                 |
| 2012    | 2a                 | 4a                 | 4a                 | 5a                 |
| 2013    | 8a                 | 7a                 | 8a                 | 7a                 |
| 2014    | 6a                 | 5a                 | 6a                 | 3a                 |
| 2015    | 4a                 | 4a                 | 2a                 | 5a                 |
| 2016    | 6a                 | 10a                | 10a                | 14a                |
| 2017    | Assente            | 15a                | 11a                | 13a                |
| 2018    | 27a                | 8a                 | 8a                 | 5a                 |
| 2019    | 8a                 | Assente            | 6a                 | 6a                 |
| 2020[1] | 7a                 | 7a                 | Non disputato      | 6a                 |
| 2021    | 9a                 |                    |                    |                    |

Note
- 1 La stagione 2020 è stata sospesa da marzo a settembre a causa della Pandemia di COVID-19: Wimbledon non è stato disputato.

## Striscia di vittorie nei Grandi Slam
|       | Australian Open 2019 | Australian Open 2019 | Australian Open 2019 |
| Turno | Avversaria           | Ranking              | Punteggio            |
| ----- | -------------------- | -------------------- | -------------------- |
| 1T    | Magdaléna Rybáriková | 51                   | 6–3, 6–2             |
| 2T    | Irina-Camelia Begu   | 70                   | 6–1, 6–3             |
| 3T    | Belinda Bencic       | 49                   | 6–1, 6–4             |
| 4T    | Amanda Anisimova     | 87                   | 6–1, 6–2             |
| QF    | Ashleigh Barty (15)  | 15                   | 6–1, 6–4             |
| SF    | Danielle Collins     | 35                   | 7–6(2), 6–0          |
| F     | Naomi Ōsaka (4)      | 4                    | 6(2)–7, 7–5, 4–6     |

|       | Open di Francia 2012   | Open di Francia 2012 | Open di Francia 2012 |
| Turno | Avversaria             | Ranking              | Punteggio            |
| ----- | ---------------------- | -------------------- | -------------------- |
| 1T    | Ashleigh Barty (WC)    | 332                  | 6–1, 6–2             |
| 2T    | Urszula Radwańska      | 79                   | 6–1, 6–3             |
| 3T    | Nina Bratčikova        | 109                  | 6–2, 4–6, 6–1        |
| 4T    | Varvara Lepchenko      | 63                   | 6–2, 6–1             |
| QF    | Jaroslava Švedova (Q)  | 142                  | 3–6, 6–2, 6–4        |
| SF    | Marija Šarapova (2)    | 2                    | 3–6, 3–6             |
|       | Open di Francia 2020   |                      |                      |
| Turno | Avversaria             | Ranking              | Punteggio            |
| 1T    | Océane Dodin           | 118                  | 6–3, 7–5             |
| 2T    | Jasmine Paolini        | 94                   | 6–3, 6–3             |
| 3T    | Leylah Annie Fernandez | 100                  | 7–4, 6–3             |
| 4T    | Zhang Shuai            | 39                   | 6–2, 6–4             |
| QF    | Laura Siegemund        | 66                   | 6–2, 6–3             |
| SF    | Sofia Kenin (4)        | 6                    | 4–6, 5–7             |

|       | Torneo di Wimbledon 2011 | Torneo di Wimbledon 2011 | Torneo di Wimbledon 2011 |
| Turno | Avversaria               | Ranking                  | Punteggio                |
| ----- | ------------------------ | ------------------------ | ------------------------ |
| 1T    | Alexa Glatch (Q)         | 173                      | 6–2, 6–2                 |
| 2T    | Anne Keothavong          | 111                      | 6–2, 6–1                 |
| 3T    | Roberta Vinci (29)       | 29                       | 6–3, 6–3                 |
| 4T    | Yanina Wickmayer (19)    | 19                       | 6–0, 6–2                 |
| QF    | Cvetana Pironkova (32)   | 33                       | 6–3, 6(5)–7, 6–2         |
| SF    | Viktoryja Azaranka (4)   | 5                        | 6–1, 3–6, 6–2            |
| V     | Marija Šarapova (5)      | 6                        | 6–3, 6–4                 |
|       | Torneo di Wimbledon 2014 |                          |                          |
| Turno | Avversaria               | Ranking                  | Punteggio                |
| 1T    | Andrea Hlaváčková        | 118                      | 6–3, 6–0                 |
| 2T    | Mona Barthel             | 59                       | 6–2, 6–0                 |
| 3T    | Venus Williams (30)      | 31                       | 5–7, 7–6(2), 7–5         |
| 4T    | Peng Shuai               | 61                       | 6–3, 6–2                 |
| QF    | Barbora Strýcová         | 43                       | 6–1, 7–5                 |
| SF    | Lucie Šafářová (23)      | 23                       | 7–6(6), 6–1              |
| V     | Eugenie Bouchard (13)    | 13                       | 6–3, 6–0                 |

|       | US Open 2015                   | US Open 2015 | US Open 2015     |
| Turno | Avversaria                     | Ranking      | Punteggio        |
| ----- | ------------------------------ | ------------ | ---------------- |
| 1T    | Laura Siegemund (Q)            | 126          | 6–1, 6–1         |
| 2T    | Nicole Gibbs (WC)              | 117          | 6–3, 6–4         |
| 3T    | Anna Karolína Schmiedlová (32) | 32           | 6–2, 6–1         |
| 4T    | Johanna Konta (Q)              | 97           | 7–5, 6–3         |
| QF    | Flavia Pennetta (26)           | 26           | 6–4, 4–6, 2–6    |
|       | US Open 2017                   |              |                  |
| Turno | Avversaria                     | Ranking      | Punteggio        |
| 1T    | Jelena Janković                | 68           | 7–5, 7–5         |
| 2T    | Alizé Cornet                   | 45           | 6–1, 6–2         |
| 3T    | Caroline Garcia (18)           | 19           | 6–0, 6–4         |
| 4T    | Garbiñe Muguruza (3)           | 3            | 7–6(3), 6–3      |
| QF    | Venus Williams (9)             | 9            | 3–6, 6–3, 6(2)–7 |

## Vittorie contro giocatrici Top 10
| Stagione | 2008 | 2009 | 2010 | 2011 | 2012 | 2013 | 2014 | 2015 | 2016 | 2017 | 2018 | 2019 | 2020 | 2021 | 2022 | 2023 | Totale |
| Vittorie | 1    | 2    | 1    | 13   | 3    | 10   | 3    | 5    | 5    | 2    | 7    | 3    | 1    | 0    | 4    | 4    | 64     |

| #    | Giocatrice              | Ranking | Evento                                 | Superficie      | Turno | Punteggio         | PK Rank. |
| ---- | ----------------------- | ------- | -------------------------------------- | --------------- | ----- | ----------------- | -------- |
| 2008 |                         |         |                                        |                 |       |                   |          |
| 1.   | Venus Williams          | 8       | Memphis Open, Memphis                  | Cemento         | 1T    | 2–6, 6–2, 6–3     | 143      |
| 2009 |                         |         |                                        |                 |       |                   |          |
| 2.   | Dinara Safina           | 1       | US Open, New York                      | Cemento         | 3T    | 6–4, 2–6, 7–6(5)  | 72       |
| 3.   | Agnieszka Radwańska     | 10      | Austria Ladies Linz, Linz              | Cemento         | SF    | 6–3, 6–2          | 55       |
| 2010 |                         |         |                                        |                 |       |                   |          |
| 4.   | Caroline Wozniacki      | 4       | Torneo di Wimbledon, Londra            | Erba            | 4T    | 6–2, 6–0          | 62       |
| 2011 |                         |         |                                        |                 |       |                   |          |
| 5.   | Samantha Stosur         | 6       | Australian Open, Melbourne             | Cemento         | 3T    | 7–6(5), 6–3       | 28       |
| 6.   | Kim Clijsters           | 2       | Open Gaz de France, Parigi             | Cemento (i)     | F     | 6–4, 6–3          | 18       |
| 7.   | Vera Zvonarëva          | 3       | Madrid Open, Madrid                    | Terra rossa     | 3T    | 6–1, 6–4          | 18       |
| 8.   | Li Na                   | 6       | Madrid Open, Madrid                    | Terra rossa     | SF    | 6–3, 6–1          | 18       |
| 9.   | Viktoryja Azaranka      | 5       | Madrid Open, Madrid                    | Terra rossa     | F     | 7–6(3), 6–4       | 18       |
| 10.  | Viktoryja Azaranka (2)  | 5       | Torneo di Wimbledon, Londra            | Erba            | SF    | 6–1, 3–6, 6–2     | 8        |
| 11.  | Marija Šarapova         | 2       | Torneo di Wimbledon, Londra            | Erba            | F     | 6–3, 6–4          | 8        |
| 12.  | Marija Šarapova (2)     | 2       | Pan Pacific Open, Tokyo                | Cemento         | QF    | 4–3 rit           | 6        |
| 13.  | Vera Zvonarëva (2)      | 6       | WTA Tour Championships, Istanbul       | Cemento (i)     | RR    | 6–2, 6–4          | 3        |
| 14.  | Caroline Wozniacki (2)  | 1       | WTA Tour Championships, Istanbul       | Cemento (i)     | RR    | 6–4, 6–2          | 3        |
| 15.  | Agnieszka Radwańska (2) | 8       | WTA Tour Championships, Istanbul       | Cemento (i)     | RR    | 7–6(4), 6–3       | 3        |
| 16.  | Samantha Stosur (2)     | 7       | WTA Tour Championships, Istanbul       | Cemento (i)     | SF    | 5–7, 6–3, 6–3     | 3        |
| 17.  | Viktoryja Azaranka (3)  | 4       | WTA Tour Championships, Istanbul       | Cemento (i)     | F     | 7–5, 4–6, 6–3     | 3        |
| 2012 |                         |         |                                        |                 |       |                   |          |
| 18.  | Marion Bartoli          | 10      | Canadian Open, Toronto                 | Cemento         | 3T    | 6–1, 6–1          | 6        |
| 19.  | Caroline Wozniacki (3)  | 8       | Canadian Open, Toronto                 | Cemento         | SF    | 3–6, 6–2, 6–3     | 6        |
| 20.  | Sara Errani             | 10      | New Haven Open, New Haven              | Cemento         | SF    | 6–1, 6–3          | 5        |
| 2013 |                         |         |                                        |                 |       |                   |          |
| 21.  | Samantha Stosur (3)     | 9       | Fed Cup, Praga                         | Cemento (i)     | QF    | 2–6, 7–6(3), 6–4  | 8        |
| 22.  | Agnieszka Radwańska (3) | 4       | Dubai Tennis Championships, Dubai      | Cemento         | QF    | 6–2, 6–4          | 8        |
| 23.  | Caroline Wozniacki (4)  | 10      | Dubai Tennis Championships, Dubai      | Cemento         | SF    | 6–3, 6–4          | 8        |
| 24.  | Sara Errani (2)         | 7       | Dubai Tennis Championships, Dubai      | Cemento         | F     | 6–2, 1–6, 6–1     | 8        |
| 25.  | Sara Errani (3)         | 7       | Fed Cup, Italia                        | Terra rossa     | SF    | 2–6, 6–2, 6–0     | 8        |
| 26.  | Angelique Kerber        | 9       | Pan Pacific Open, Tokyo                | Cemento         | F     | 6–2, 0–6, 6–3     | 11       |
| 27.  | Sara Errani (4)         | 6       | China Open, Pechino                    | Cemento         | 3T    | 6–4, 6(3)–7, 6–3  | 7        |
| 28.  | Li Na (2)               | 6       | China Open, Pechino                    | Cemento         | QF    | 4–6, 6–2, 6–4     | 7        |
| 29.  | Agnieszka Radwańska (4) | 8       | WTA Tour Championships, Istanbul       | Cemento (i)     | RR    | 6–4, 6–4          | 6        |
| 30.  | Angelique Kerber (2)    | 9       | WTA Tour Championships, Istanbul       | Cemento (i)     | RR    | 6(3)–7, 6-2, 6–3  | 6        |
| 2014 |                         |         |                                        |                 |       |                   |          |
| 31.  | Eugenie Bouchard        | 9       | Wuhan Open, Wuhan                      | Cemento         | F     | 6–3, 6–4          | 3        |
| 32.  | Marija Šarapova (3)     | 2       | WTA Finals, Singapore                  | Cemento (i)     | RR    | 6–3, 6–2          | 3        |
| 33.  | Angelique Kerber (3)    | 10      | Fed Cup, Praga                         | Cemento (i)     | F     | 7–6(5), 4–6, 6–4  | 4        |
| 2015 |                         |         |                                        |                 |       |                   |          |
| 34.  | Serena Williams         | 1       | Madrid Open, Madrid                    | Terra rossa     | SF    | 6–2, 6–3          | 4        |
| 35.  | Caroline Wozniacki (5)  | 4       | New Haven Open, New Haven              | Cemento         | SF    | 7–5, 6–1          | 5        |
| 36.  | Lucie Šafářová          | 6       | New Haven Open, New Haven              | Cemento         | F     | 6(6)–7, 6–2, 6–2  | 5        |
| 37.  | Lucie Šafářová (2)      | 9       | WTA Finals, Singapore                  | Cemento (i)     | RR    | 7–5, 7–5          | 5        |
| 38.  | Marija Šarapova (4)     | 4       | WTA Finals, Singapore                  | Cemento (i)     | SF    | 6–3, 7–6(3)       | 5        |
| 2016 |                         |         |                                        |                 |       |                   |          |
| 39.  | Garbiñe Muguruza        | 4       | Stuttgart Open, Stoccarda              | Terra rossa (i) | QF    | 6–1, 3–6, 6–0     | 7        |
| 40.  | Madison Keys            | 9       | Olimpiadi di Rio, Rio de Janeiro       | Cemento         | SF-B  | 7–5, 2–6, 6–2     | 14       |
| 41.  | Angelique Kerber (4)    | 1       | Wuhan Open, Wuhan                      | Cemento         | 3T    | 6(10)–7, 7–5, 6–4 | 16       |
| 42.  | Simona Halep            | 5       | Wuhan Open, Wuhan                      | Cemento         | SF    | 6–1, 6–2          | 16       |
| 43.  | Garbiñe Muguruza (2)    | 4       | China Open, Pechino                    | Cemento         | 3T    | 6–1, 6–4          | 11       |
| 2017 |                         |         |                                        |                 |       |                   |          |
| 44.  | Garbiñe Muguruza (3)    | 3       | US Open, New York                      | Cemento         | 4T    | 7–6(3), 6–3       | 14       |
| 45.  | Caroline Wozniacki (6)  | 6       | China Open, Pechino                    | Cemento         | 3T    | 6–1, 6–4          | 18       |
| 2018 |                         |         |                                        |                 |       |                   |          |
| 46.  | Jeļena Ostapenko        | 6       | St. Petersburg Trophy, San Pietroburgo | Cemento (i)     | QF    | 6–0, 6–2          | 29       |
| 47.  | Kristina Mladenovic     | 10      | St. Petersburg Trophy, San Pietroburgo | Cemento (i)     | F     | 6–1, 6–2          | 29       |
| 48.  | Elina Svitolina         | 3       | Qatar Ladies Open, Doha                | Cemento         | 3T    | 6–4, 7–5          | 21       |
| 49.  | Julia Görges            | 10      | Qatar Ladies Open, Doha                | Cemento         | QF    | 6–4, 2–1 rit.     | 21       |
| 50.  | Caroline Wozniacki (7)  | 1       | Qatar Ladies Open, Doha                | Cemento         | SF    | 3–6, 7–6(3), 7–5  | 21       |
| 51.  | Garbiñe Muguruza (4)    | 4       | Qatar Ladies Open, Doha                | Cemento         | F     | 3–6, 6–3, 6–3     | 21       |
| 52.  | Karolína Plíšková       | 6       | Madrid Open, Madrid                    | Terra rossa     | SF    | 7–6(4), 6–3       | 10       |
| 2019 |                         |         |                                        |                 |       |                   |          |
| 53.  | Angelique Kerber (5)    | 2       | Sydney International, Sydney           | Cemento         | QF    | 6–4, 6–1          | 8        |
| 54.  | Kiki Bertens            | 7       | Stuttgart Open, Stoccarda              | Terra rossa (i) | SF    | 7–6(3), 3–6, 6–1  | 3        |
| 55.  | Belinda Bencic          | 10      | China Open, Pechino                    | Cemento         | 3T    | 6–3, 6–3          | 7        |
| 2020 |                         |         |                                        |                 |       |                   |          |
| 56.  | Ashleigh Barty          | 1       | Qatar Ladies Open, Doha                | Cemento         | SF    | 6–4, 2–6, 6–4     | 11       |
| 2022 |                         |         |                                        |                 |       |                   |          |
| 57.  | Aryna Sabalenka         | 2       | Dubai Tennis Championships, Dubai      | Cemento         | 2T    | 6–4, 6–4          | 25       |
| 58.  | Ons Jabeur              | 5       | Cincinnati Open, Cincinnati            | Cemento         | 3T    | 6–1, 4–6, 6–0     | 28       |
| 59.  | Garbiñe Muguruza (5)    | 10      | US Open, New York                      | Cemento         | 3T    | 5–7, 6–3, 7–6(10) | 21       |
| 60.  | Paula Badosa            | 4       | Ostrava Open, Ostrava                  | Cemento (i)     | 2T    | 7–6(4), 6–4       | 20       |
| 2023 |                         |         |                                        |                 |       |                   |          |
| 61.  | Jessica Pegula          | 3       | United Cup, Sydney                     | Cemento         | RR    | 7–6(6), 6–4       | 16       |
| 62.  | Jessica Pegula (2)      | 3       | Indian Wells Open, Indian Wells        | Cemento         | 4T    | 6–2, 3–6, 7–6(11) | 15       |
| 63.  | Elena Rybakina          | 7       | Miami Open, Miami Gardens              | Cemento         | F     | 7–6(14), 6–2      | 12       |
| 64.  | Caroline Garcia         | 4       | German Open, Berlino                   | Erba            | QF    | 6–4, 7–6(3)       | 9        |

## Montepremi annuali
Aggiornato al 1º marzo 2021
| Anno    | Grandi Slam | Tornei WTA | Vittorie Totali | Guadagni ($) | #   |
| ------- | ----------- | ---------- | --------------- | ------------ | --- |
| 2006-07 | 0           | 0          | 0               | 41.371 $     | N/A |
| 2008    | 0           | 0          | 0               | 218.750 $    | 84  |
| 2009    | 0           | 1          | 1               | 259.301 $    | 77  |
| 2010    | 0           | 0          | 0               | 647.508 $    | 32  |
| 2011    | 1           | 5          | 6               | 5.145.943 $  | 1   |
| 2012    | 0           | 2          | 2               | 2.732.875 $  | 6   |
| 2013    | 0           | 2          | 2               | 2.853.474 $  | 8   |
| 2014    | 1           | 1          | 3               | 5.203.236 $  | 3   |
| 2015    | 0           | 3          | 3               | 3.288.722 $  | 7   |
| 2016    | 0           | 2          | 2               | 2.500.516 $  | 9   |
| 2017    | 0           | 1          | 1               | 1.149.122 $  | 33  |
| 2018    | 0           | 5          | 5               | 3.301.389 $  | 9   |
| 2019    | 0           | 2          | 2               | 3.724.430 $  | 10  |
| 2020[1] | 0           | 0          | 0               | 1.505.967 $  | 7   |
| 2021    | 0           | 1          | 1               | 108.328 $    | 64  |
| Totale  | 2           | 26         | 28              | 32.680.932 $ | 6   |

Note
- 1 La stagione 2020 viene sospesa da marzo a settembre a causa della Pandemia di COVID-19.

- I colori sono utilizzati quando la tennista compare tra le prime 10 in ordine di guadagni annuali.